# Phyllis Draper
Phyllis Draper, född 22 augusti 1907, död 8 augusti 2000, var en paleoekolog känd för att utveckla det första pollendiagrammet i Nordamerika 1928. 
Hon började sin karriär som doktorand under Paul Seers, ordförande för botaniska institutionen vid Universitetet i Oklahoma. Sears gav sina elever frihet att utforska ämnen i syfte att utforma sina egna teser. Draper drog nytta av detta, och under tiden hon arbetade och studerade för Sears publicerade hon två stora vetenskapliga artiklar med titeln "A Demonstration of the Technique of Pollen Analysis" och "A Comparison of Pollen Spectra of Old and Young Bogs in the Erie Basin". Hennes hypotes var att fossilt pollen kunde användas för att dra slutsatser om klimatet i vissa regioner. Hennes första pollengrafer visade pollen i New Haven Mosse, som hade sporer från ormbunksväxter, gräs, tall, ek och lärk samt okända pollen. Hon uppdaterade sedan pollendiagrammet och utvecklade ett annat för Curtis Mosse. Draper tog examen från University of Oklahoma 1929 med en M.S. (Master of Science) i botanik.

## Nordamerikas första pollendiagram
1928 var Draper den första personen i Nordamerika som utvecklade vad som skulle bli en av de vanligaste metoderna som används i palynologi - pollendiagrammet. Medan hon gick på universitetet i Oklahoma som student hade hon sin första erfarenhet med denna teknik under sin studie av New Haven Pond i New Haven, i Ohio. Hennes studie beskrev provtagning av myrens torvlager, det erhållna provet kallade hon för borrkärnor. Hon extraherade pollen ur torv genom att koka den i kaliumhydroxid. Därefter räknade hon förekomsten av pollen från olika arter. I hennes första pollendiagram ingick ormbunkssporer, okända sporer, gräs, tall, ek och lärk. Pollendiagrammets mönster representerar procentsatser av alla arter på olika djup. Diagrammet hade inte axeltext som är standard idag (djupet på y-axeln och procentuell abundans på x-axeln). Hon förklarade dock att det inte skulle gå att dra några slutsatser av hennes arbete på grund av ofullständiga resultat.

## Andra publikationen
Draper fortsatte att expandera resultaten från sin första studie genom att jämföra dem med en annan myr, känd som "Curtis bog" i Lucas country, Ohio. Målet med denna studie var att förstå det ursprungliga växtsamhället för båda platserna baserat på pollen som samlas in i torvprover. Metoderna för denna studie var mer beskrivande men hade många paralleller med hennes tidigare artikel, inklusive kokande av torvproverna i kaliumhydroxid. Proverna samlades in av Paul Sears. Med mer omfattande uppgifter kunde Draper utöka sitt tidigare pollendiagram från New Haven Bog. Metoddelen av den vetenskapliga artikeln förklarade att djupet var 10 fot. Y-axeln visar detta djup med 1 överst och 10 i botten, vilket representerar sedimentation från nyast till äldst. Detta är en typisk layout för pollendiagram idag. X-axeln visar den procentuella andelen av varje pollentyp. Draper hade nu data från fler arter och kunde hitta skogligt successionsmönster i New Haven Bog med hjälp av observationer av olika trädarters försvinnande och återkomst med en dominans av barrträd. Detta resultat jämfördes med resultat från Curtis Bog som saknade ett tydligt successionsmönster. Ett av målen med denna artikel var att jämföra de basala åldrarna av två myrar. Det misslyckades dock på grund av felaktig datering.

## Senare i livet
Efter sin examen från universitetet i Oklahoma med en Master of Science botanik var Draper med i studentföreningens tidning och fick ett erkännande för sitt jobb som lärare. Hon blev lärare i botanik vid universitet i Tennessee där hon studerade pollen i atmosfären och handledde studenter. Hon dog den 8 augusti 2000.